# Samya Pascotto
Samya Pascotto (São Paulo, 15 de julho de 1992) é uma atriz brasileira que ficou mais conhecida após interpretar Beatriz na telessérie Julie e os Fantasmas.

## Biografia
Samya Pascotto começou a fazer teatro no Colégio Batista Brasileiro, em 2000. De 2006 a 2010, Pascotto participou de um curso de teatro musical na Oficina dos Menestréis. Mais tarde, passou a cursar Comunicação das Artes do Corpo, se formando em Habilitação em Teatro, na Pontifícia Universidade Católica de São Paulo (PUC/SP), em 2010. 

## Carreira

### Cinema
| Ano  | Título             | Personagem |
| ---- | ------------------ | ---------- |
| 2015 | Eu Nunca           | Priscila   |
| 2018 | De Pernas pro Ar 3 | Leona      |
| 2021 | Carnaval           | Vivi       |
| 2021 | Amarração do Amor  | Bebel      |
| 2024 | Evidências do Amor | Dina       |

### Televisão
| Ano     | Título                            | Personagem    |
| ------- | --------------------------------- | ------------- |
| 2009    | Norma                             | Ana           |
| 2011–12 | Julie e os Fantasmas              | Beatriz       |
| 2013    | Sangue Bom                        | Tábata Araújo |
| 2015    | Vizinhos                          | Júlia         |
| 2016    | 171 – Negócios de Família         | Valentina     |
| 2017    | Edifício Paraíso                  | Yasmin        |
| 2017    | Eu, Ela e um Milhão de Seguidores | Duda          |
| 2020    | Todas as Mulheres do Mundo        | Adriana       |
| 2022    | Sentença                          | Flora         |

### Teatro
| Ano     | Título                             |
| ------- | ---------------------------------- |
| 2007    | The Ville Café                     |
| 2007    | Gaia                               |
| 2007–08 | Lendas e Tribos                    |
| 2009–10 | Spur of the Moment                 |
| 2011    | Lado A                             |
| 2011    | Lado B                             |
| 2013    | A Descida do Monte Morgan          |
| 2014    | Sonhos de Uma Noite de Verão       |
| 2022    | O Gato Malhado e a Andorinha Sinhá |
| 2023    | Vista para as Montanhas            |